# Pratibha Gai

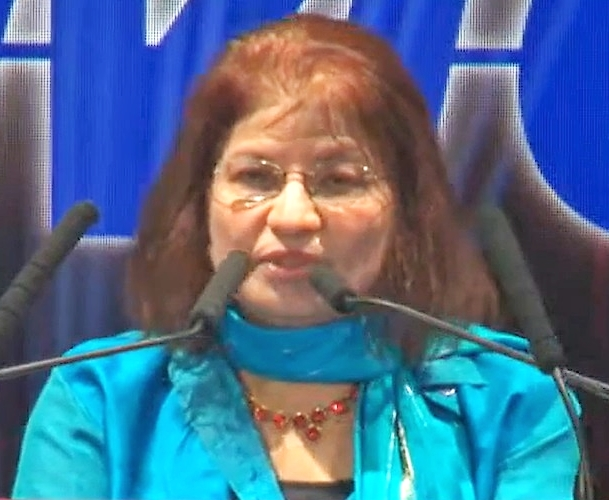
Pratibha Gai, 2016

Dame Pratibha Laxman Gai DBE (* 1948 in Indien) ist eine britische Physikerin und Hochschullehrerin. Sie ist Professorin für Chemie und Physik an der University of York, Lehrstuhlinhaberin für Elektronenmikroskopie und Gründungsdirektorin des York JEOL Nanocentre. Sie ist eine der bekanntesten Physikerinnen Großbritanniens und die erste, die ein Mikroskop entwickelt hat, mit dem chemische Reaktionen auf atomarer Ebene beobachtet werden können. Sie ist die vierte Frau indischer Herkunft, die als Dame Commander des Order of the British Empire ausgezeichnet wurde.

## Leben und Werk
Gai wurde 1948 geboren und wuchs in Indien auf. Sie erhielt Stipendien nicht nur für ein Studium in Indien, sondern auch für ihr Studium an der University of Cambridge, wo sie 1974 in Physik am Cavendish-Laboratorium promovierte. Nach Abschluss ihrer Promotion wechselte sie an die Universität Oxford, wo sie die Gruppe für Oberflächenreaktionen gründete und leitete. Sie erhielt dann eine leitende Wissenschaftlerposition als DuPont Research Fellow am DuPont Central Research Laboratory in Wilmington (Delaware) und war außerdem außerordentliche Professorin für Materialwissenschaften an der University of Delaware.

## Forschung
Sie forschte 18 Jahre lang in den USA bei DuPont und untersuchte Reaktionen mit ihrem Environmental Scanning Transmission Electron Microscope (ETEM). Während dieser Zeit entdeckte sie einen Reaktionsortmechanismus auf atomarer Ebene in Katalysatoren, der seitdem als Gai-Gleitschermechanismus bezeichnet wird und der Schlüssel zur effizienten Herstellung von Biokraftstoffen und Polymeren ist. Sie entwickelte außerdem antibiotische Nanopartikel für Anwendungen im Gesundheitswesen und ein grünes Nanobeschichtungsverfahren für starke Polymere und Beschichtungen.
1993 nutzte Gai das ETEM, um zum ersten Mal zu beobachten, wie Atome an chemischen Reaktionen beteiligt sind. 1997 stellte sie mit dem Physiker E. D. Boyes das Environmental Transmission Electron Microscope ETEM vor, welches auch bei Temperaturen über 1000 °C und unter Drücken bis 50 mbar eine Auflösung von 0,1 nm erreichte.
2007 zog sie mit Boyes zurück nach Großbritannien, um an der University of York das York JEOL Nanocentre aufzubauen und ein Elektronenmikroskop zur Untersuchung einzelner Atome zu entwickeln. Gemeinsam entwickelten Gai, Boyes und ihr Team ein in-situ-aberrationskorrigiertes ESEM mit atomarer Auflösung. Durch die Verbesserung der atomaren Auflösung von ETEM kombinierten sie ETEM und ESTEM in einem einzigen Instrument mit doppelter Aberrationskorrektur und bildeten zum ersten Mal einzelne Atome in einer chemischen Reaktionsumgebung ab. Anschließend entwickelte sie sich zur Spezialistin auf dem Gebiet der Elektronenmikroskope und baute 2009 nach jahrzehntelanger Forschung das erste Mikroskop, das chemische Reaktionen auf atomarer Ebene wahrnehmen konnte.
Sie ist Autorin von mehr als 300 referierten wissenschaftlichen Publikationen, 9 Büchern und Zeitschriftenausgaben und zahlreichen Patenten.

## Forschungsergebnisse
Sie leistete Pionierarbeit bei fortschrittlichen In-situ-Elektronenmikroskopie-Anwendungen in den chemischen Wissenschaften und war zusammen mit E. D. Boyes Miterfinderin des atomar auflösenden Umwelttransmissionselektronenmikroskops (ETEM). Das ETEM ermöglicht die Visualisierung und Analyse dynamischer Gas-Katalysator-Reaktionen, die wichtigen chemischen Prozessen zugrunde liegen, auf atomarer Ebene. Ihre Forschung hat dazu beigetragen, die Funktionsweise von Katalysatoren besser zu verstehen, und hat zu wertvollen neuen wissenschaftlichen Erkenntnissen geführt. Ihre Mikroskop- und Verfahrenserfindungen werden weltweit von Mikroskopherstellern, Chemieunternehmen und Forschern genutzt.

## Auszeichnungen (Auswahl)
- 2000: Commander of the Order of the British Empire
- Fellow des Instituts für Physik
- Fellow der Royal Society of Chemistry
- World Technology Network Fellow, New York[9]
- 2010: Dennis Gabor Medal and Prize[10]
- 2013: UNESCO-L’Oréal-Preis[11][10]
- 2014: Fellow der Royal Academy of Engineering[8]
- 2016: Fellow der Royal Society (FRS)[8]
- 2018: Asian Award für herausragende Leistungen in Wissenschaft und Technologie[12]
- 2018: Dame Commander des Order of the British Empire
- 2018: Ehrenmitglied der Royal Microscopical Society[5]

## Veröffentlichungen (Auswahl)
- mit E. D. Boyes: Electron Microscopy of Heterogeneous Catalysis (Series in Microscopy in Materials Science). Institute of Physics Publishing, 2003, ISBN 978-0-7503-0809-0.
- mit E. D. Boyes: Environmental high resolution electron microscopy and applications to chemical science. Ultramicroscopy 67, 1997, S. 219.